# La Tossa (Àger)
La Tossa és una muntanya de 1270 metres que es troba al municipi d'Àger, a la comarca catalana de la Noguera.